# Renault 15CV
Renault 15CV est l’appellation commerciale d'une automobile de la marque Renault produite de 1924 à 1927.
Durant sa carrière, la voiture a connu des évolutions, correspondant à plusieurs types différents :
- Renault Type KR (1924), 4 cylindres, nommée 12/15CV
- Renault Type NE (1924–1926)
- Renault Type NO (1924–1926)
- Renault Type NS (1925–1926)
- Renault Type PG (1926–1927), 6 cylindres, type qui donnera la Vivasix
- Renault Type PK (1926–1927)
- Renault Type PL (1926–1927)
- Renault Type PM (1927–1928)
- Renault Type RA (1926–1928)